# Gens Catiena
La gens Catiena fue una familia romana de finales de la República. Se conoce principalmente por un solo individuo, Tito Catieno. Cicerón lo describe como un équite de carácter bajo y mezquino, que estaba enojado con su hermano, Quinto Tulio Cicerón.